# Togh
Togh (in armeno Տող, anche Tuğ e Tog) è un villaggio del distretto di Xocavənd, in Azerbaigian, facente parte fino al 2020 della regione di Hadrowt' della Repubblica dell'Artsakh.
Secondo il censimento nazionale gli abitanti nel 2015 erano circa 756.

## Storia
Il villaggio e la vicina fortezza di Ktish (armeno: Քթիշ) sono menzionati per la prima volta nel IX secolo, come capitale del principato di Dizak. Nell'854, Esayi Abu-Muse, principe di Dizak, resistette per più di un anno a Ktish a un esercito abbaside comandato da Bugha al-Kabir. Ktish iniziò a essere chiamata Togh a partire dal XV secolo. Il monastero di Gtčavank', del XIII secolo, e le rovine di alcune chiese, tra cui la chiesa di San Stepan del XIII secolo si trovano nei pressi del villaggio. La chiesa del villaggio è chiamata San Hovhannes (Giovanni) e fu costruita nel 1736. Alcuni dei melik di Yeganyan sono sepolti nel cortile della chiesa di San Hovhannes. Nel 1737, il principe armeno (melik) Yegan costruì qui il Palazzo Melikian di Togh.
Il principato sopravvisse fino a quando l'ultimo principe, Yesayi Melik-Avanian, fu ucciso da Ibrahim Khalil Khan nel 1781, dopo una lunga resistenza nella fortezza di Ktish. Il villaggio fece parte del khanato del Karabakh fino al 1822, quando fu annesso dalla Russia e divenne parte del governatorato di Elizavetpol'. Nel 1903 fu costruito un ospedale e tre anni dopo venne aperta una scuola, che ha funzionato come scuola media fino ad oggi. Nel 1978 fu costruita una nuova scuola, ristrutturata per la prima volta nel 2008 dal Fondo per l'Armenia. Il villaggio dispone anche di una casa della cultura, di un cinema e di una biblioteca.
Durante il periodo sovietico, il villaggio faceva parte del distretto di Hadrut dell'Oblast' autonoma del Nagorno Karabakh. Durante la Prima guerra del Nagorno Karabakh, nel marzo 1988, furono costituiti distaccamenti di milizia armata armena per difendere il villaggio dagli attacchi sovietici e azeri. Il villaggio passò sotto il controllo armeno il 30 ottobre 1991.
A seguito della guerra, gli abitanti locali del villaggio azero furono costretti a fuggire e molti si stabilirono nel distretto di Beyləqan in Azerbaigian. Dopo la Prima guerra del Nagorno Karabakh, il villaggio fu amministrato come parte della regione di Hadrut della Repubblica separatista di Artsakh. La comunità negli anni del controllo armeno fu oggetto di aiuti da parte della Diaspora armena, soprattutto nel campo dell'edilizia scolastica e della distribuzione dell'acqua. La popolazione armena del villaggio fu sfollata a causa della sua cattura da parte dell'Azerbaigian il 9 ottobre 2020, durante la guerra del Nagorno Karabakh del 2020. L'Ombudsman per i diritti umani dell'Artsakh dichiarò che ci furono segnalazioni di due civili uccisi, uno dei quali sarebbe stato decapitato.

## Monumenti e luoghi d'interesse
Tra i siti del patrimonio storico presenti nel villaggio e nei suoi dintorni vi sono la fortezza di Ktish (o Gtich, armeno: Քթիշ, anche Ktishberd, Քթիշբերդ) risalente al periodo compreso tra il IX e il XIII secolo, una khachkar del XII-XIII secolo, il monastero di Gtčavank' (armeno: Գտչավանք) costruito tra il 1241 e il 1246, un cimitero tra il XVII e il XIX secolo, la chiesa di San Giovanni (armeno: Սուրբ Հովհաննես եկեղեցի, Surb Hovhannes Yekeghetsi) costruita nel 1736, il Palazzo Melikian di Togh (armeno: Տողի մելիքական ապարանք, Toghi Melikakan Aparank) costruito nel 1737 e la Chiesa di Santo Stefano (armeno: Սուրբ Ստեփանոս եկեղեցի, romanizzato: Surb Stepanos Yekeghetsi) costruita nel 1747.
A pochi chilometri verso nord est si trovano le famose grotte di Azokh.

## Demografia
Secondo il censimento dell'Impero russo del 1897, in cui il villaggio era indicato come Tug (in russo: Тугъ), aveva una popolazione di 1 728 abitanti, composta da 1.482 armeni apostolici e 246 musulmani. Il villaggio contava 857 uomini e 871 donne. Nel 1921 il villaggio contava 1 589 abitanti armeni, nel 1974 1 228 abitanti, e nel 1987 1 421 abitanti. Gli abitanti azeri del villaggio, così come gli abitanti del villaggio di Salakətin nel distretto di Hadrut, furono costretti a fuggire dalle loro case a causa delle ostilità delle formazioni armate armene durante la Prima guerra del Nagorno Karabakh. Nel 2005, il villaggio aveva una popolazione a maggioranza armena di 679 abitanti, mentre nel 2015 gli abitanti erano 756.

## Eventi
Dal 2014, nel mese di settembre, si svolgeva un importante festival del vino (Artsakh wine festival) che richiamava migliaia di visitatori. A Togh hanno sede alcune importanti aziende vinicole.

## Galleria d'immagini

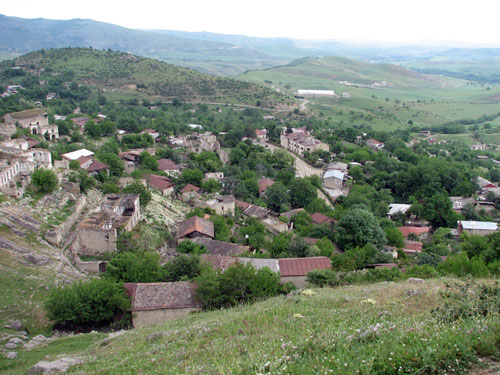
Panorama
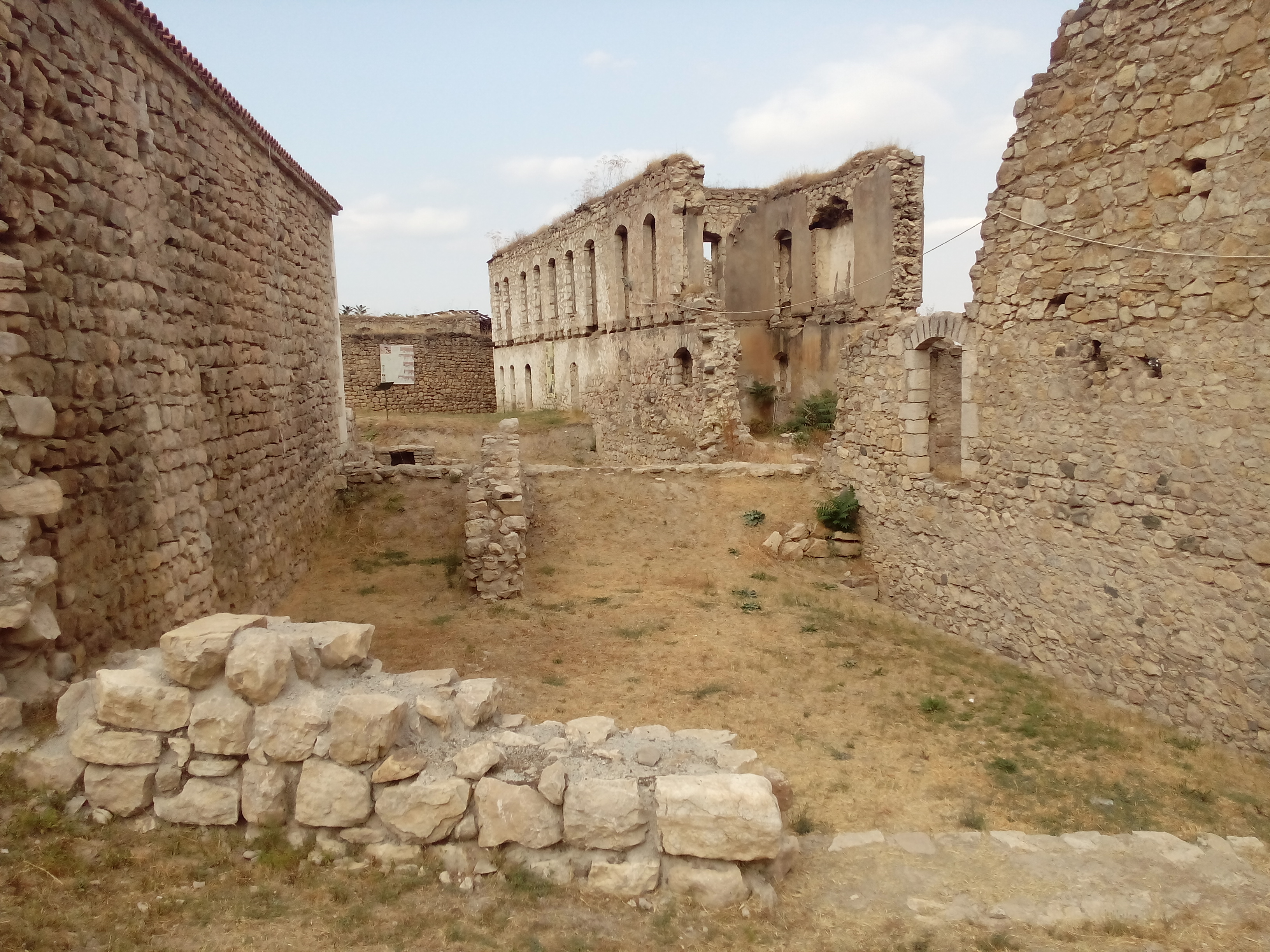
Residenza del Melik Yegan
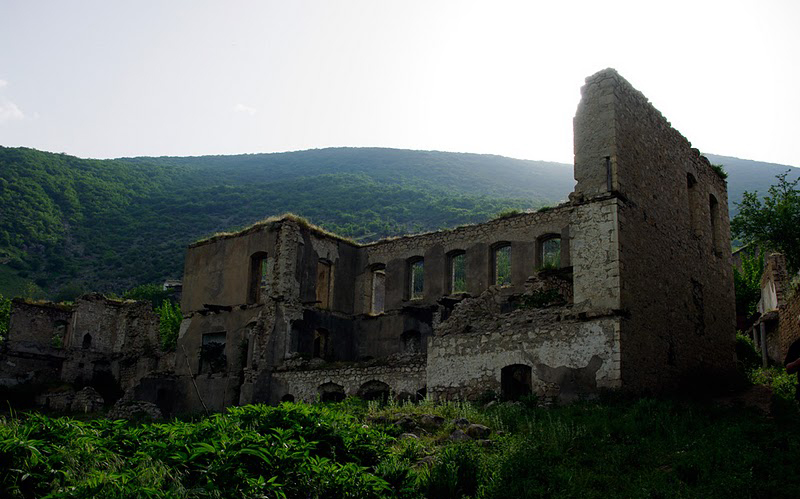
Rovine del castello di Dizak
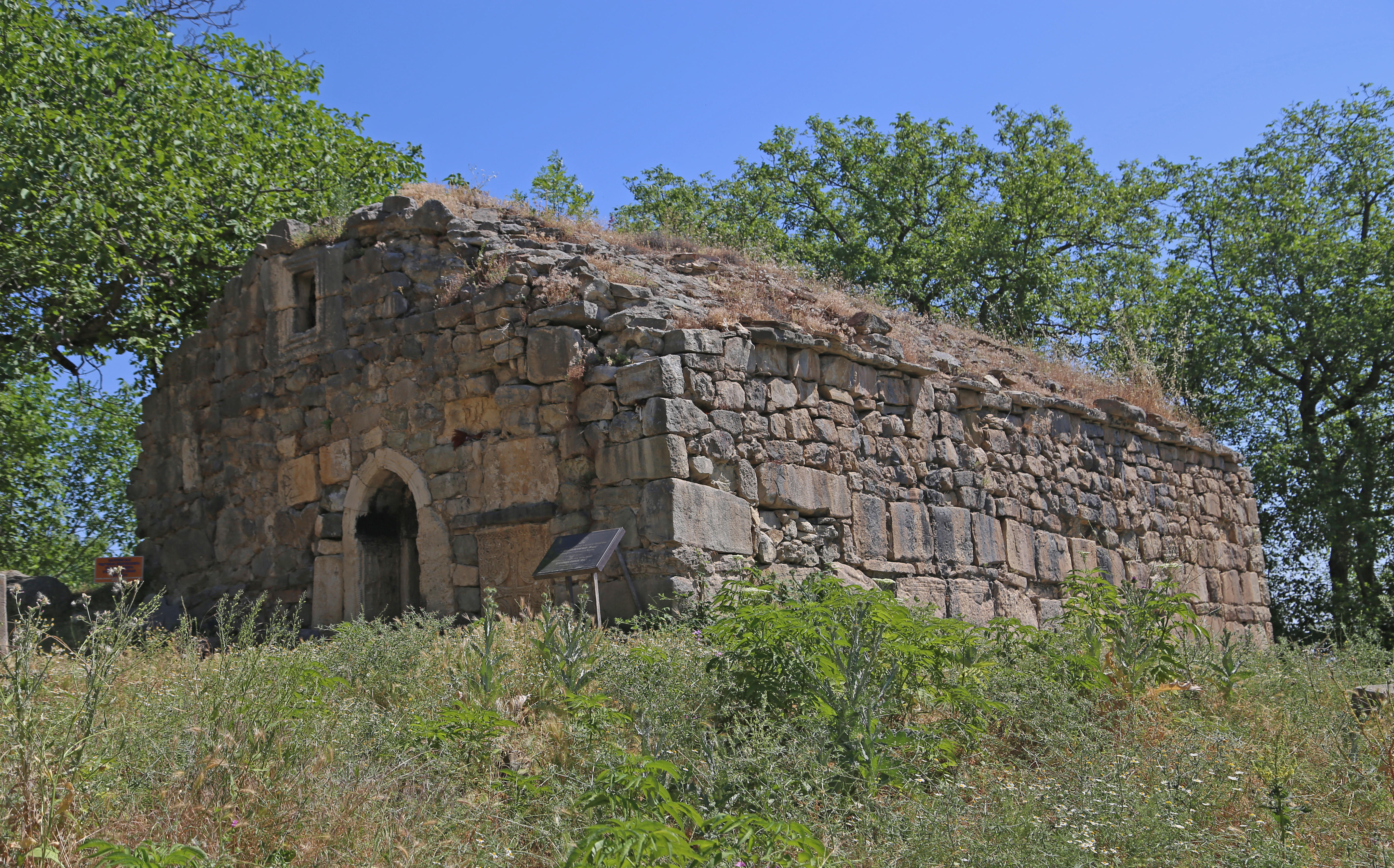
Chiesa di Stepanos Nakhavkayi
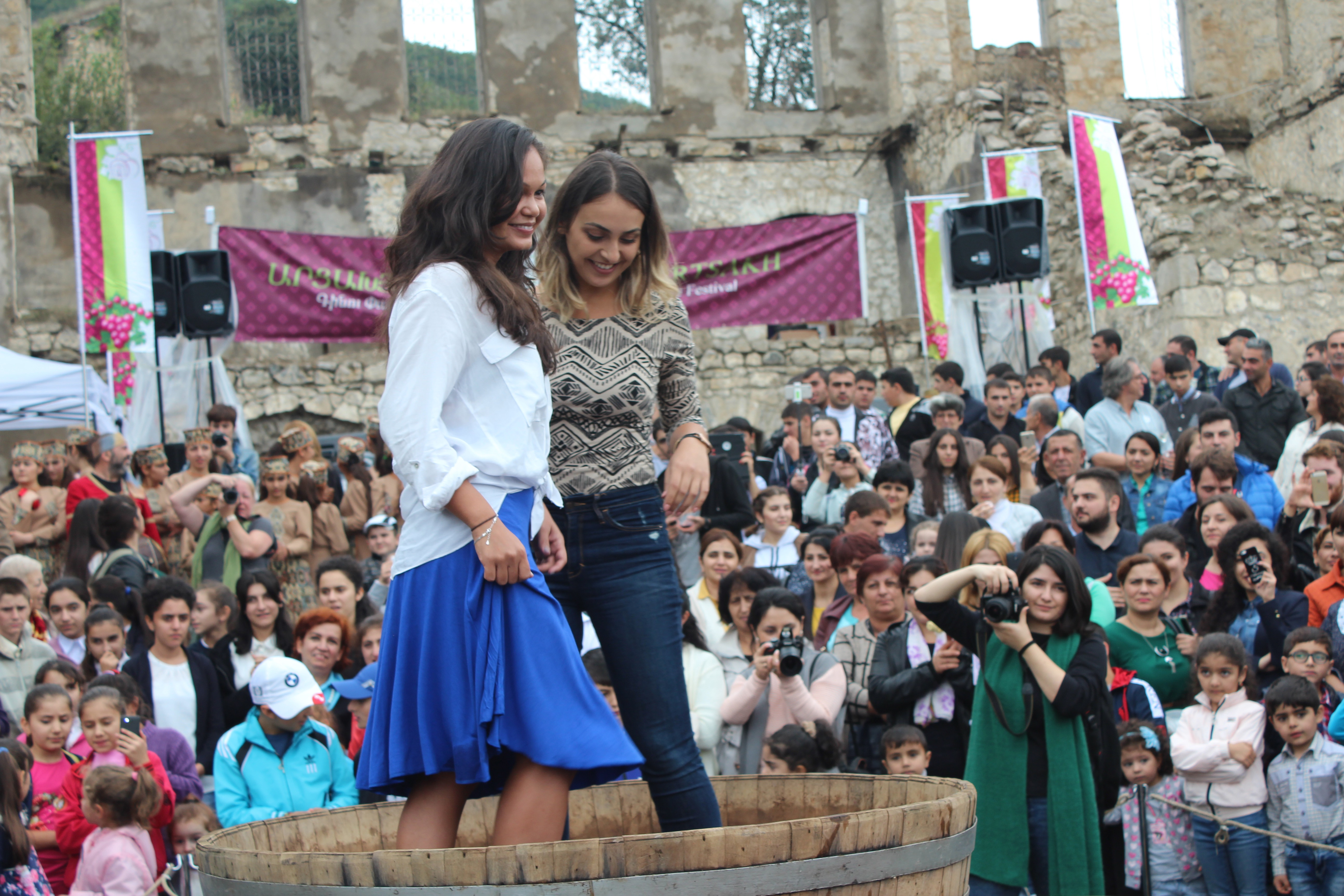
Artsakh wine festival, 2016